# 't Leipenbal
‘t Leipenbal is een single van Gerard Cox. Het was zijn carnavalskraker van 1977, maar werd geen hit. Het was tevens zijn laatste single voor CBS.
De titel verwijst naar een televisieprogramma rondom Gerard Cox, dat 20 december 1976 werd uitgezonden door de KRO: De Gerard Cox show of Leip op het leipenbal. 't Leipenbal is een cover van Freakin' at the freakers ball van Dr. Hook & the Medicine Show. De B-kant De grote schoonmaak is waarschijnlijk van Cox zelf.